# Adela Pankhurst
Adela Pankhurst Walsh (ur. 19 czerwca 1885 w Manchesterze, zm. 23 maja 1961 w Wahroonga) – brytyjsko-australijska sufrażystka, działaczka komunistyczna, później działaczka nacjonalistyczna.

## Życiorys
Była córką dr Richarda Pankhursta i sufrażystki Emmeline Pankhurst, siostrą Christabel i Sylvii. Wykształcenie odebrała w Studley Horticultural College w hrabstwie Warwickshire oraz w Manchester High School for Girls. Jako nastolatka była zaangażowana w działalność założonej przez matkę i siostrę Christabel Women's Social and Political Union.
W 1914 r. Adela opuściła WSPU i wyjechała do Australii. Podczas I wojny światowej została członkiem Women’s Peace Army zorganizowanej przez Vidę Goldstein. Adela napisała książkę Put Up the Sword i wygłaszała szereg przemówień przeciwko wojnie i poborowi. W 1917 r. poślubiła działacza związkowego Toma Walsha z którym miała pięcioro dzieci. W 1920 r. została współzałożycielką Komunistycznej Partii Australii, z której została później usunięta.
Rozczarowana komunizmem, przyswoiła sobie poglądy antykomunistyczne i nacjonalistyczne. W 1928 r. założyła antykomunistyczną Australian Women’s Guild of Empire. W 1941 r. była współzałożycielką skrajnie prawicowego Australia First Movement. W 1939 r. odwiedziła Japonię. W 1942 r. została aresztowana i internowana za swoją działalność na rzecz pokoju z Japonią. Po śmierci męża w 1943 r. wycofała się z działalności publicznej.